# Diolcogaster rufula
Diolcogaster rufula är en stekelart som beskrevs av Papp 1991. Diolcogaster rufula ingår i släktet Diolcogaster och familjen bracksteklar. Inga underarter finns listade i Catalogue of Life.